# Schiavone (épée)
Pour les articles homonymes, voir Schiavone.
Le schiavone est une épée vénitienne du XVIIe siècle.
La caractéristique principale de l'arme est son panier de garde composé de bandes et/ou de feuilles de métal embouties pour former un cornet protégeant bien la main. Le pommeau de garde, généralement en laiton, a la forme d'une tête de chat plate portant un médaillon sur chaque face.
La lame est à double tranchant et mesure entre 80 et 85 centimètres.

## Sources
- Jan Šach, Encyclopédie illustrée des armes blanches, Gründ, 1999[source insuffisante]